# Maja Petrin
Maja Petrin (Zagreb, 3. jul 1972 — Zagreb, 4. mart 2014) bila je hrvatska glumica.

## Biografija
Godine 1988. je diplomirala na Školi za ritmiku i ples. Nakon toga sedam je godina provela u baletnom ansamblu Gradskog kazališta Komedija, a 1993. godine upisuje studije glume na ADU. Dosadašnje uloge u pozorištu: u Histrionima (Tajna krvavog mosta, Doktor pod mus, Lažna barunica, Na tri krala), u Zorinu domu Karlovac (Romanca o tri ljubavi), u Kerempuhu (Cabaret), u Teatru &TD (Atentatori), u Teatru Lapsus (A sad spavajte), u HNK-u (Nikad više), u GK Komedija (Opera za tri groša, Buba u uhu) i u Maloj sceni (Dokaz, Život x 3).
Godine 1999. и 2000. na HTV-u je vodila emisiju o filmu Zvjezdana prašina. Danas je u angažmanu Zagrebačkog kazališta lutaka (Heidi, Ivica i Marica, Pepeljuga, Bijeli zec, Trnoružica i dr.). Širu popularnost stekla je 2004. godine jednom od glavnih uloga u prvoj hrvatskoj telenoveli Villa Maria, gde je tumačila lik Zore Rački, udvaračice glavnog lika, Luke, kojeg je tumačio Damir Markovina. Na kasting za „Zabranjenu ljubav“ dolazi na proleće 2006. godine, a 3. jula, na svoj rođendan, postaje deo glavne glumačke postave serije. Uprkos daljnjem nastupanju u „Zabranjenoj ljubavi“, Maja je prihvatila i kratku ulogu ruske princeze Irine u AVA-inoj istorijskoj telenoveli „Ponos Ratkajevih“.
Godine 2009. prebolela je infarkt koji joj je ostavio teža oštećenja na srcu. Preminula je iznenada 4. marta 2014. godine u Zagrebu.

## Uloge (TV)
- „Zakon ljubavi“ kao Korina (2008)
- „Ponos Ratkajevih“ kao Irina Aleksandar (2007)
- „Zabranjena ljubav“ kao Dunja Barišić (2006 — 2008)
- „Villa Maria“ kao Zora Rački (2004 — 2005)
- „Obiteljska stvar“ kao Sanja (1998)